# Su Wei
Su Wei (蘇偉T, 苏伟S, Sū WěiP; Shandong, 28 luglio 1989) è un cestista cinese.

## Carriera
Con la Cina ha disputato i Campionati mondiali del 2010 e due edizioni dei Campionati asiatici (2009, 2011).